# نهائي كأس بلجيكا 2005
نهائي كأس بلجيكا 2005 هي المباراة النهائية من منافسة كأس بلجيكا 2004–05 ‏، أقيمت المباراة في 2005، في ملعب الملك بودوان، بين فريقي بيرسخوت إيه سي، ونادي كلوب بروج، وفاز فيها بيرسخوت إيه سي، بعد أن هزم نادي كلوب بروج، بنتيجة 2 - 1، وكان حكم المباراة فرانك دي بليكير.

## تفاصيل المباراة
لعبت المباراة النهائية في 2005.
| بيرسخوت إيه سي | 2 -1 | نادي كلوب بروج |
| -------------- | ---- | -------------- |
|                |      |                |